# Torre del Compte (kommunhuvudort)
Torre del Compte är en kommunhuvudort i Spanien.   Den ligger i provinsen Provincia de Teruel och regionen Aragonien, i den östra delen av landet, 300 km öster om huvudstaden Madrid. Torre del Compte ligger 505 meter över havet och antalet invånare är 166.
Terrängen runt Torre del Compte är platt åt nordost, men åt sydväst är den kuperad. Runt Torre del Compte är det glesbefolkat, med 14 invånare per kvadratkilometer. Närmaste större samhälle är Valderrobres, 8,1 km sydost om Torre del Compte. Trakten runt Torre del Compte består till största delen av jordbruksmark.